# Кисело зеле
Киселото зеле е хранителен продукт, получен при ферментацията на зеле в приготвена саламура, основно под въздействието на естествени дрожди.

## Хранителна стойност
Киселото зеле е нискокалорична храна, богата на витамини (A, B, C и K) и минерални микроелементи. Последните се намират в киселото зеле както благодарение на свойствата на растението, така и заради морската сол, която се употребява при приготвянето на продукта. Поради високата си соленост не се препоръчва на хора, страдащи от бъбречнокаменна болест или хипертония да го консумират в големи количества.

## Начин на приготвяне
Приготвя се като зелето, нарязано или цяло, се накисне във вода, в която е добавена сол, желателно морска, в съотношение около 40 грама на литър (40‰). Сместа трябва да престои известно време, при по-големи количества – след известен период да се „преточва“. Колкото по-голямо е количеството, толкова по-бавен е и процесът на ферментация. При по-ниски температури ферментацията също се забавя. В сместа могат да се добавят допълнителни съставки за овкусяване – ябълки, дюли, цвекло, хрян. Възможно е също добавянето на царевица (с цел сокът да бъде слабо газиран) или червено зеле (за оцветяване на сока).

## Кулинарно приложение
Може да се употребява в суров вид, като салата или съставна част от нея, а също печено, варено, листата могат да се използват за приготвянето на сарми. Саламурата (зелевият сок) се пие – самостоятелно или с алкохолни напитки и се смята за много полезно средство при лекуване на махмурлук.
Киселото зеле присъства в множество европейски и производните им национални кухни. В страни като Германия се смята за съществен елемент от националната кухня. В повечето европейски езици думата произлиза от немското Sauerkraut – буквално „кисело зеле“. Използва се като гарнитура или част от основното ястие.
В България също се приема като част от традиционната кухня, освен в суров вид, се приготвя запечено във фурна със свинско или птиче месо, съставна част е от характерни ястия като бурания, сарми и капама.